# Великокозарська сільська рада
Великокозарська сільська рада (раніше — Козарська сільська рада) — колишня адміністративно-територіальна одиниця та орган місцевого самоврядування у Романівському (Миропільському, Дзержинському) районі Волинської округи, Вінницької і Житомирської областей УРСР та України з адміністративним центром у с. Велика Козара.

## Населені пункти
Сільській раді були підпорядковані населені пункти:
- с. Велика Козара
- с. Омильне

## Населення
Кількість населення ради, станом на 1923 рік, становила 1 121 особу, кількість дворів — 239.
Відповідно до результатів перепису населення 1989 року, кількість населення ради, станом на 12 січня 1989 року, становила 468 осіб.
Станом на 5 грудня 2001 року, відповідно до перепису населення України, кількість мешканців сільської ради становила 429 осіб.

## Склад ради
Рада складалася з 15 депутатів та голови.

## Історія
Створена у 1923 році, як Козарська сільська рада, в складі с. Козари та колонії Омильне Романівської волості Полонського повіту Волинської губернії. 7 березня 1923 року увійшла до складу новоствореного Миропільського (згодом — Романівський, Дзержинський) району.
Станом на 1 вересня 1946 року сільрада входила до складу Дзержинського району Житомирської області, на обліку в раді перебували села Велика Козара та Омильне.
5 березня 1959 року до складу ради включено с. Пилипо-Кошара ліквідованої Пилипо-Кошарської сільської ради Дзержинського району, котре, 17 січня 1977 року, передане до складу Малокозарської сільської ради Дзержинського району.
Станом на 1 січня 1972 року сільська рада входила до складу Дзержинського району Житомирської області, на обліку в раді перебували села Велика Козара, Омильне та Пилипо-Кошара.
Виключена з облікових даних 17 липня 2020 року. Відповідно до розпорядження Кабінету Міністрів України № 711-р від 12 червня 2020 року «Про визначення адміністративних центрів та затвердження територій територіальних громад Житомирської області», територію та населені пункти ради було включено до складу Романівської селищної територіальної громади Житомирського району Житомирської області.